# Rengidar
Rengidar är en ort i Azerbajdzjan.   Den ligger i distriktet Quba Rayonu, i den östra delen av landet, 120 km nordväst om huvudstaden Baku. Rengidar ligger 1 019 meter över havet och antalet invånare är 116.
Terrängen runt Rengidar är huvudsakligen lite bergig. Rengidar ligger nere i en dal. Runt Rengidar är det ganska glesbefolkat, med 31 invånare per kvadratkilometer.. Närmaste större samhälle är Konakh-Kent, 18,0 km nordväst om Rengidar. 
Trakten runt Rengidar består i huvudsak av gräsmarker.